# Championnat de Chypre de football 1981-1982
Navigation
Saison précédente Saison suivante
La saison 1981-1982 du Championnat de Chypre de football était la 44e édition officielle du championnat de première division à Chypre. Les quatorze meilleurs clubs du pays se retrouvent au sein d'une poule unique, la Cypriot First Division, où ils s'affrontent 2 fois, à domicile et à l'extérieur. En fin de saison, les 2 derniers du classement sont relégués et remplacés par le champion de D2 ainsi que son dauphin.
L'Omonia Nicosie remporte un nouveau titre de champion de Chypre en terminant en tête du championnat. Il s'agit du 11e titre, le 8e en 9 saisons. L'Omonia devance de 10 points un trio  Pezoporikos Larnaca-APOEL Nicosie-Apollon Limassol de 4 points et réussit également un nouveau doublé Coupe-championnat en battant l'Apollon Limassol en finale de la Coupe de Chypre.

## Les 14 clubs participants
| - AEL Limassol - Olympiakos Nicosie - EPA Larnaca - Nea Salamina Famagouste - Omonia Nicosie - APOEL Nicosie - APOP Paphos - Promu de D2 | - Pezoporikos Larnaca - Anorthosis Famagouste - Keravnos Strovolos - Apollon Limassol - EN Paralimni - Evagoras Paphos - Promu de D2 - Omonia Aradippou |

## Compétition

### Classement
Le barème utilisé pour établir le classement est le suivant :
- Victoire : 2 points
- Match nul : 1 point
- Défaite : 0 point

| Rang | Équipe                | Pts | J  | G  | N  | P  | Bp | Bc | Diff |
| ---- | --------------------- | --- | -- | -- | -- | -- | -- | -- | ---- |
| 1    | Omonia Nicosie T C    | 44  | 26 | 20 | 4  | 2  | 61 | 9  | +52  |
| 2    | Pezoporikos Larnaca   | 34  | 26 | 13 | 8  | 5  | 38 | 17 | +21  |
| 3    | APOEL Nicosie         | 34  | 26 | 10 | 14 | 2  | 29 | 14 | +15  |
| 4    | Apollon Limassol      | 34  | 26 | 13 | 8  | 5  | 34 | 23 | +11  |
| 5    | AEL Limassol          | 28  | 26 | 9  | 10 | 7  | 29 | 22 | +7   |
| 6    | Nea Salamina          | 25  | 26 | 8  | 9  | 9  | 34 | 30 | +4   |
| 7    | Omonia Aradippou      | 25  | 26 | 8  | 9  | 9  | 27 | 33 | -6   |
| 8    | EN Paralimni          | 23  | 26 | 8  | 7  | 11 | 25 | 32 | -7   |
| 9    | Anorthosis Famagouste | 22  | 26 | 8  | 6  | 12 | 23 | 34 | -11  |
| 10   | Olympiakos Nicosie    | 22  | 26 | 7  | 8  | 11 | 26 | 40 | -14  |
| 11   | EPA Larnaca           | 22  | 26 | 6  | 10 | 10 | 24 | 41 | -17  |
| 12   | APOP Paphos P         | 19  | 26 | 5  | 9  | 12 | 24 | 35 | -11  |
| 13   | Keravnos Strovolos    | 19  | 26 | 7  | 5  | 14 | 22 | 37 | -15  |
| 14   | Evagoras Paphos P     | 13  | 26 | 2  | 9  | 15 | 18 | 47 | -29  |

|  | Qualification pour la Coupe des clubs champions 1982-1983                              |
|  | Qualification pour la Coupe des Coupes 1982-1983                                       |
|  | Qualification pour la Coupe UEFA 1982-1983                                             |
|  | Relégation directe en deuxième division                                                |
|  | T : Tenant du titre C : Vainqueur de la Coupe de Chypre P : Promu de deuxième division |

## Bilan de la saison
| Championnat de Chypre de football 1981-1982 |                                    |
| Champion                                    | Omonia Nicosie (11e titre)         |
| Coupes et trophées                          |                                    |
| Vainqueur de la Coupe de Chypre 1981-1982   | Omonia Nicosie                     |
| Qualifications continentales                |                                    |
| Coupe des clubs champions 1982-1983         | Omonia Nicosie                     |
| Coupe des Coupes 1982-1983                  | Apollon Limassol                   |
| Coupe UEFA 1982-1983                        | Pezoporikos Larnaca                |
| Promotions et relégations                   |                                    |
| Promus en Cypriot First Division            | Aris Limassol Alki Larnaca         |
| Relégués en Cypriot Second Division         | Keravnos Strovonos Evagoras Paphos |